# Christian von Dönhoff
August Christian Ludwig Carl Graf von Dönhoff (* 12. Februar 1742 in Berlin; † 30. März 1803 ebenda) war ein preußischer Kriegsminister.

## Leben
Christian war Angehöriger des preußischen Stammes des namhaften Adelsgeschlechts von Dönhoff. Er war ein Sohn des preußischen Oberst und Kammerherrn Friedrich Graf von Dönhoff (1708–1769) und dessen Ehefrau Wilhelmine Sophie, geborene von Kameke (1712–1758), Tochter des Paul Anton von Kameke.
Dönhoff hatte in seiner Hand umfangreichen Güterbesitz versammelt. Aus väterlichem Erbe besaß er Friedrichstein, Hohenhagen, Löwenhagen, Borchersdorf und Barthen. Letzteres verkaufte er 1773, erwarb dafür aber 1782 Weißenstein. Er wurde preußischer Geheimrat und war Gesandter in Stockholm. Später wechselte er in die Stellung eines Geheimen Etatsrats und wurde 1786 preußischer Kriegsminister sowie schließlich Obermarschall im Königreich Preußen. Dönhoff war auch Rechtsritter des Johanniterordens. Zudem war er Mitglied im Freimaurerbund und gehörte der Königsberger Loge "Zu den drei Kronen" an.

### Familie
Dönhoff vermählte sich am 1. Juni 1761 in der Burgkirche in Königsberg mit Charlotte Amalie Rollaz du Rosey (* 8. März 1742 in Königsberg; † 31. Juli 1813 auf Friedrichstein), Tochter des preußischen Geheimrats, Kriegs- und Domänenkammerdirektors Friedrich Melchior Friedrich Philipp Rollaz du Rosey (* 30. Mai 1699; † 14. November 1744), Sohn des Imbert Rollaz du Rosey, und der Gräfin Amalie Juliane von Dönhoff (* 17. April 1714; † 16. Januar 1760), Tochter des Bogislaw Friedrich von Dönhoff. Aus der Ehe gingen acht Kinder hervor, darunter:
- Sophie Charlotte Caroline Amalie Albertine Friederike (1762–1820) ⚭ 1780 Burggraf und Graf Ludwig Alexander von Dohna-Schlobitten (1750–1804), Erbherr auf Kondehnen, preußischer Hofgerichtsrat, Kammerherr und Generallandschaftsdirektor
- August Friedrich Philipp (1763–1838), Erbherr auf Friedrichstein, preußischer Oberst und Flügeladjutant, Oberhofmarschall, Landhofmeister und Ritter des Ordens Pour le Mérite ⚭ 1796 Pauline Luise Amalie Gräfin von Lehndorff (1776–1813), Tochter des Ernst Ahasverus Heinrich von Lehndorff
- Emilie Alexandrine (1769–1840) ⚭ 1791 Otto Alexander Heinrich Dietrich Graf von Keyserlingk (1765–1820), Erbherr auf Leistenau und Neustadt, preußischer Kammerherr und Legationsrat